# فيالغوردو ديل خوكار
بلدية فيالغوردو ديل خوكار (بالإسبانية: Villalgordo del Júcar) هي بلدية تقع في مقاطعة البسيط التابعة لمنطقة كاستيا لا مانتشا وسط إسبانيا.

## الديموغرافيا
بلغ عدد سكان بلدية فيالغوردو ديل خوكار 1.277 نسمة عام 2011 (وفقاً للمعهد الوطني الإسباني للإحصاء).
| 1.328 | 1.306 | 1.275 | 1.241 | 1.280 | 1.294 | 1.277 |